# Rodrigo Coutinho (capitão)
D. Rodrigo Coutinho (c. 1470 - 1495, Arzila) foi um militar português, capitão interim de Arzila.
D. Rodrigo Coutinho, era filho de D. Álvaro Gonçalves Coutinho, 5º Marechal de Portugal, e de Brites Soares de Melo. Em 1495, encontrava-se em Arzila, quando o seu tio, e capitão-mor da praça, D. Vasco Coutinho teve que se ausentar, indo para Portugal.
Por isso, e como tinha este capitão feito pazes com os mouros havia já alguns anos, "deixara Arzila encarregada a D. Rodrigo Coutinho".
Mas os mouros, Barraxe (Mulei Ali ibne Raxide, alcaide de Xexuão) e Almandarim (Cide Almandri II, alcaide de Tetuão), aproveitando-se desta ausência de D. Vasco, que temiam, romperam então as pazes, "levantárão trópas, e forão devastando o (…) terreno até às pórtas da Praça. D. Rodrigo opôs-se a estas correrías com um destacamento da guarnição, que sustentou o campo com valor incrível; mas opprimidos da multidão dos barbaros, D. Rodrigo perdeo a vida, e muitos com ele."
D. João de Meneses, cunhado de D. Vasco, tomou então a capitanía da cidade, e consegui desbaratar os mouros.